# Portia strandi
Portia strandi är en spindelart som beskrevs av Lodovico di Caporiacco 1941. Portia strandi ingår i släktet Portia och familjen hoppspindlar. Inga underarter finns listade i Catalogue of Life.